# Iwanowo (rejon kirowski)
Iwanowo (ros. Иваново) – wieś (dieriewnia) w Rosji, w obwodzie leningradzkim, w rejonie kirowskim. W 2010 liczyła 16 mieszkańców.